# Batterie de Noisy-le-Roi
La batterie de Noisy-le-Roi, également appelée Camp de la Jungle, est un édifice militaire situé à cheval entre les communes de Noisy-le-Roi et de Bailly, dans la forêt de Marly.

## Géographie
Située dans le Sud-Est de la forêt de Marly, entre la porte des Gondi et l'autoroute A13, cette batterie  mesure un peu plus de 200 m en longueur et 100 m en largeur.
Elle est traversée par la frontière qui sépare les communes de Noisy-le-Roi et de Bailly. Ladite frontière va du Nord au Sud et sépare la batterie en deux parties inégales, sachant que la plus grande partie est située à Bailly.

## Historique
Construite en 1874, d'après le modèle Séré de Rivières, la batterie de Noisy-le-Roi avait pour rôle la défense du secteur Marly - plaine de Versailles. Elle était l'une des six batteries annexes du fort du Trou-d'Enfer. Elle était soutenue et soutenait également les batteries de Saint-Cyr, de Bois-d'Arcy et la plaine de Versailles entre Noisy-le-Roi, Villepreux, Saint-Cyr-l'École, ainsi que la voie ferrée entre Saint-Cyr-l'École et Saint-Nom-la-Bretèche.
Cette batterie militaire sert de dépôt de munitions pendant la seconde guerre mondiale. 
En 1994, elle est désaffectée et « en cours de comblement ». Finalement, l'ONF a comblé tous les fossés et condamné toutes les entrées ; certaines sont simplement murées tandis que d'autres sont murées avec en plus un merlonnage de terre par-dessus. Depuis lors, des entrées condamnées ont été forcées puis recondamnées plusieurs fois, car l'intérieur de l'édifice intéresse fréquemment des curieux.

## Architecture

### Intérieur
Cette batterie militaire se compose de deux étages, un rez-de-chaussée et un sous-sol ; elle renferme entre autres deux magasins à poudre, des caponnières, une galerie de fusillade et des galeries de service.
L'intérieur de l'édifice est vide, excepté des gravats et des déchets laissés par des visiteurs clandestins ; il est interdit et dangereux d'y pénétrer.

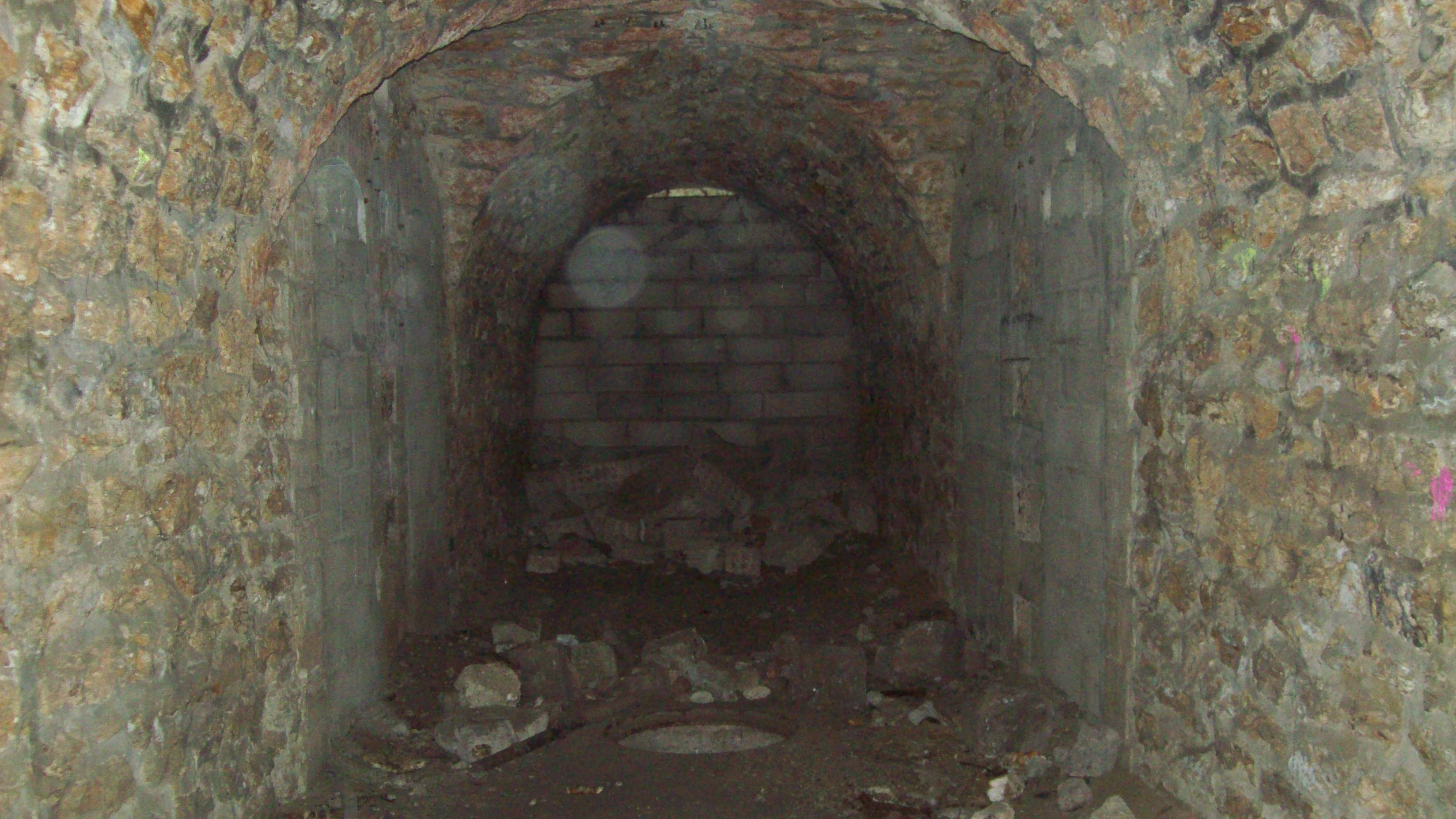
La galerie de communication entre la cour du Nord-Ouest et la cour du centre.
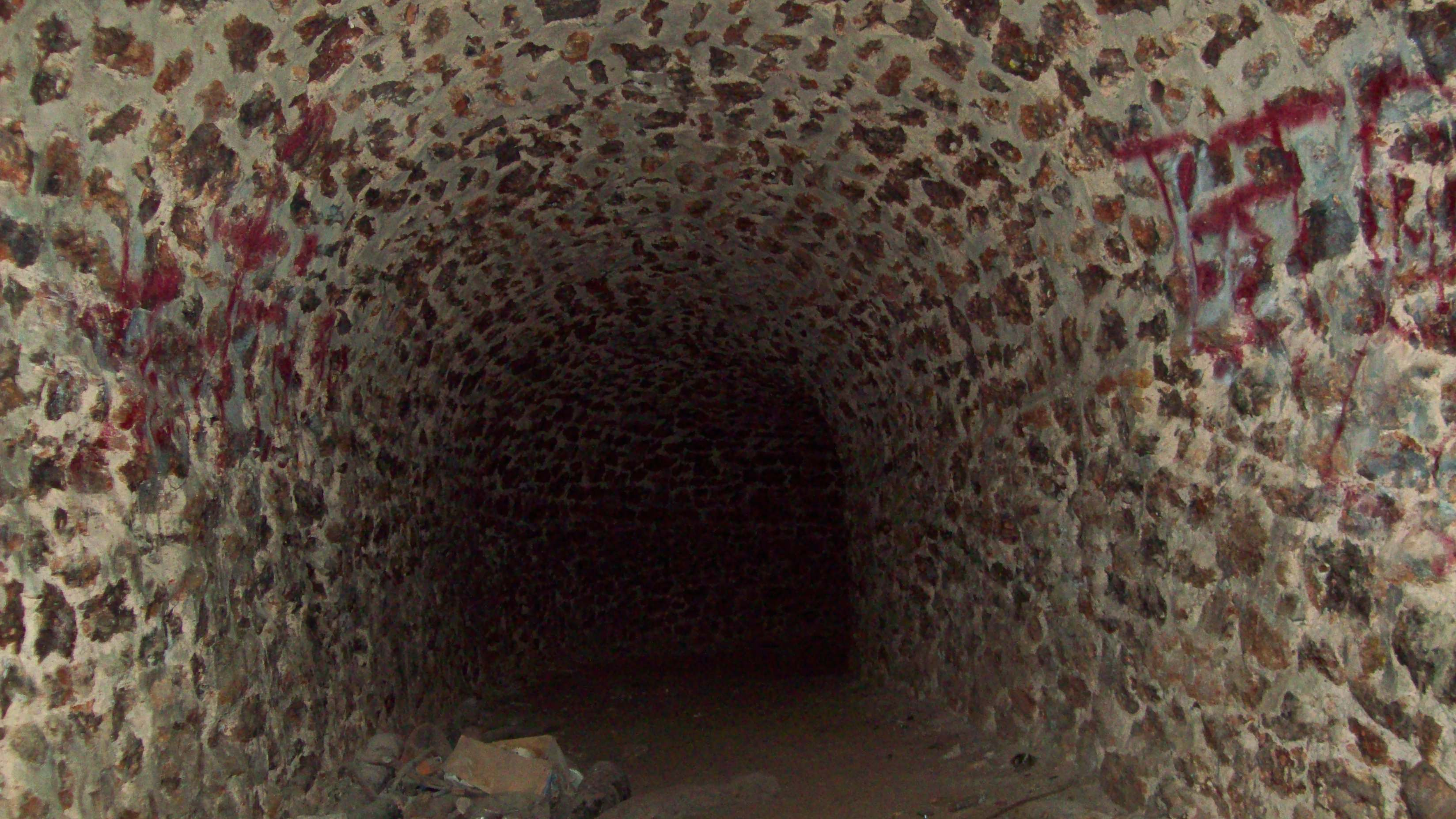
Une galerie du secteur Sud qui mène à une caponnière.
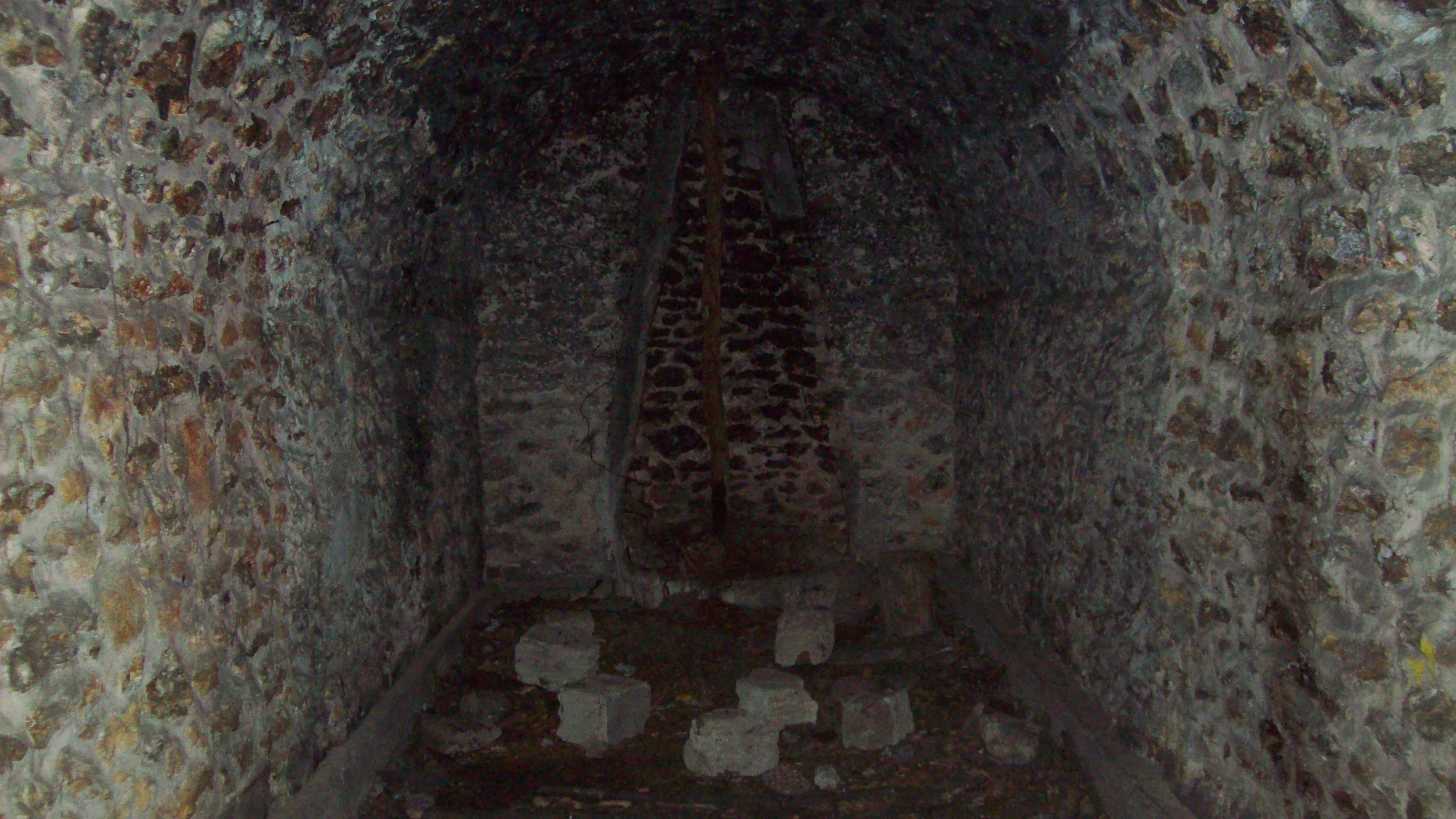
Un petit casemate du secteur Nord, avec sa cheminée au fond.
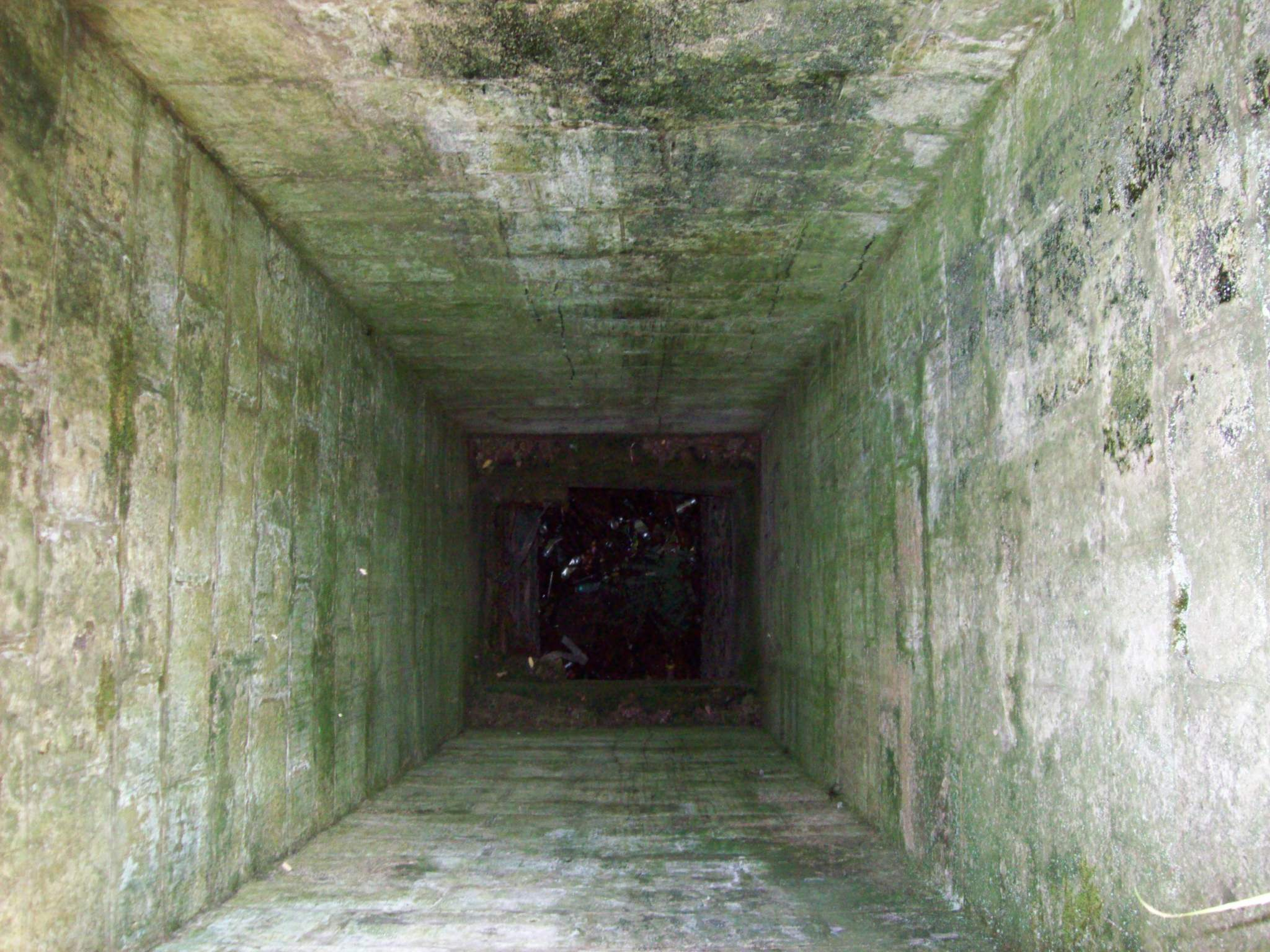
L'intérieur d'un puits de lumière et de ventilation du magasin à poudre du Nord.

### Extérieur
À l'extérieur, la batterie se compose de cinq cours : celle du Sud-Ouest, celle du Sud-Est, celle du Nord-Ouest, celle du Nord-Est et la cour du centre qui est la plus grande. Dans lesdites cours, il y a parfois des traces de feux de camp en dépit de leur interdiction.
Après son enterrement partiel, le sommet de l'édifice a été aménagé pour les promeneurs. De ce fait, il y a sur son sommet : le chemin du Sud, le chemin de l'Ouest, le chemin du Nord, un chemin faisant la jonction entre celui du Sud et celui de l'Ouest, ainsi qu'un autre chemin faisant la jonction entre celui du Nord et celui de l'Ouest. Sur les deux chemins de jonction, il y a deux puits de lumière et de ventilation qui sont reliés aux magasins à poudre.
La galerie de communication entre la cour du Sud-Ouest et la cour du centre est effondrée ; par conséquent, le chemin situé au-dessus n'est pas droit mais en pente.

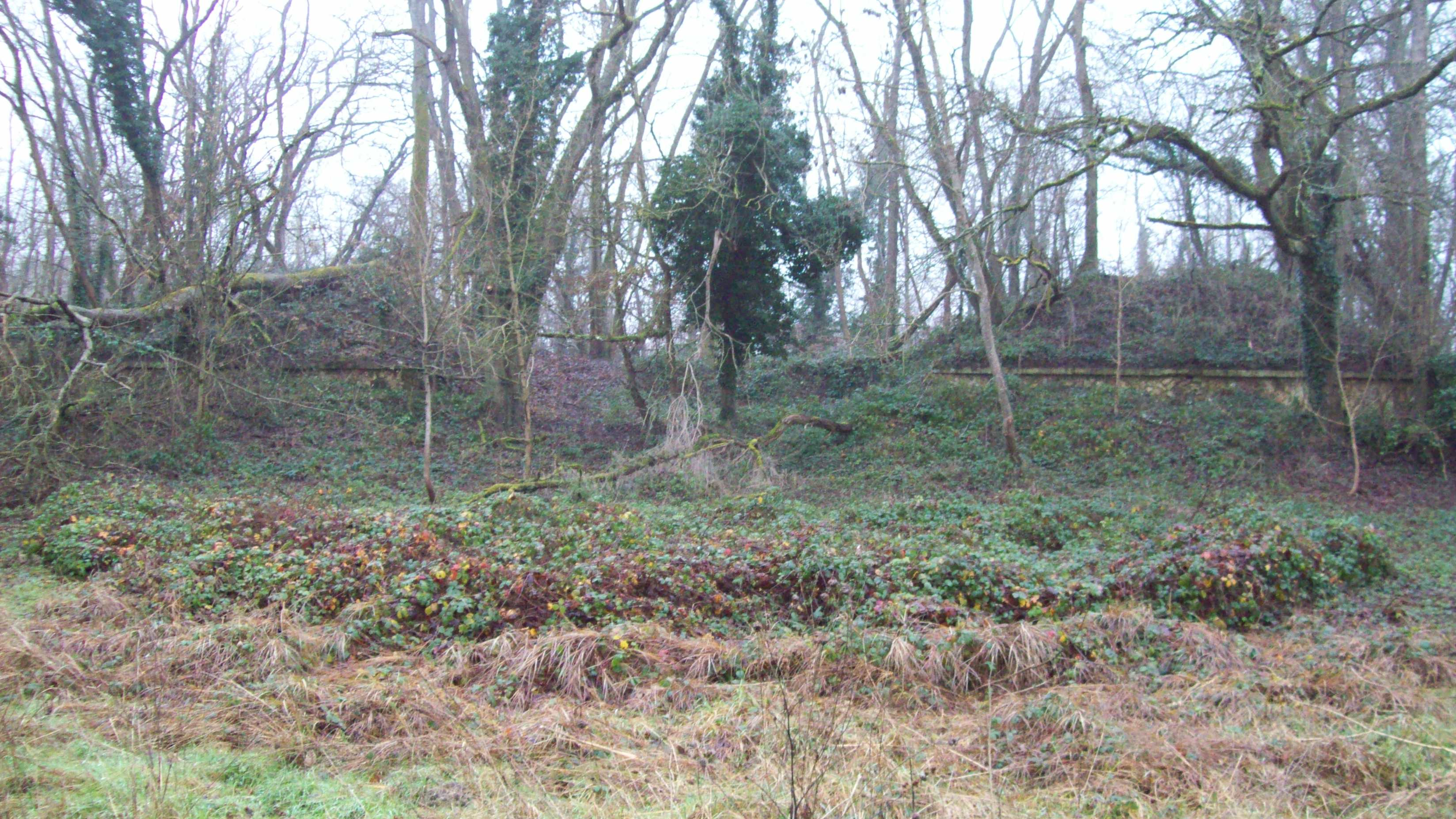
La cour du centre et deux entrées merlonnées.
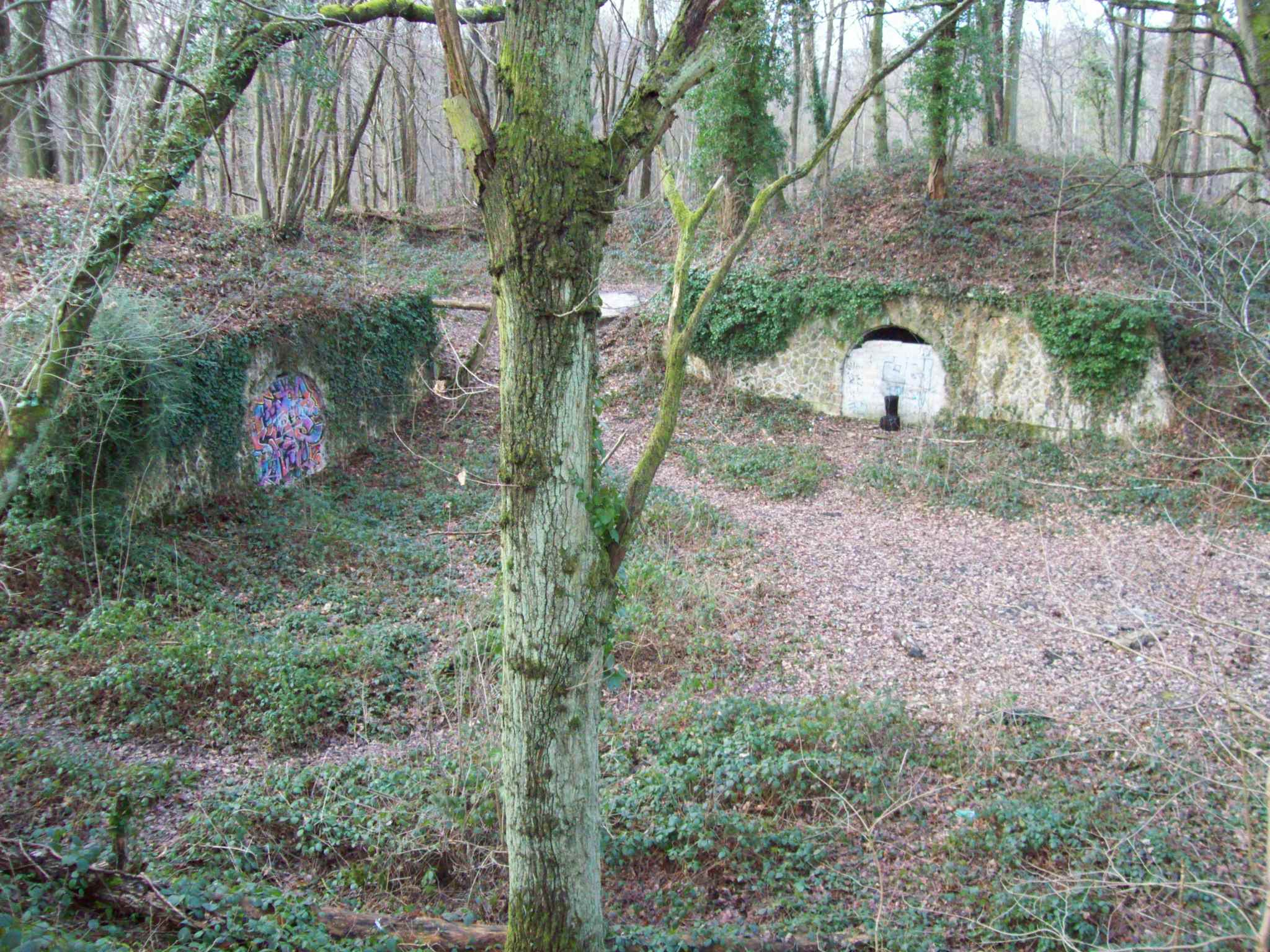
La cour du Nord-Ouest et deux entrées murées et taguées.
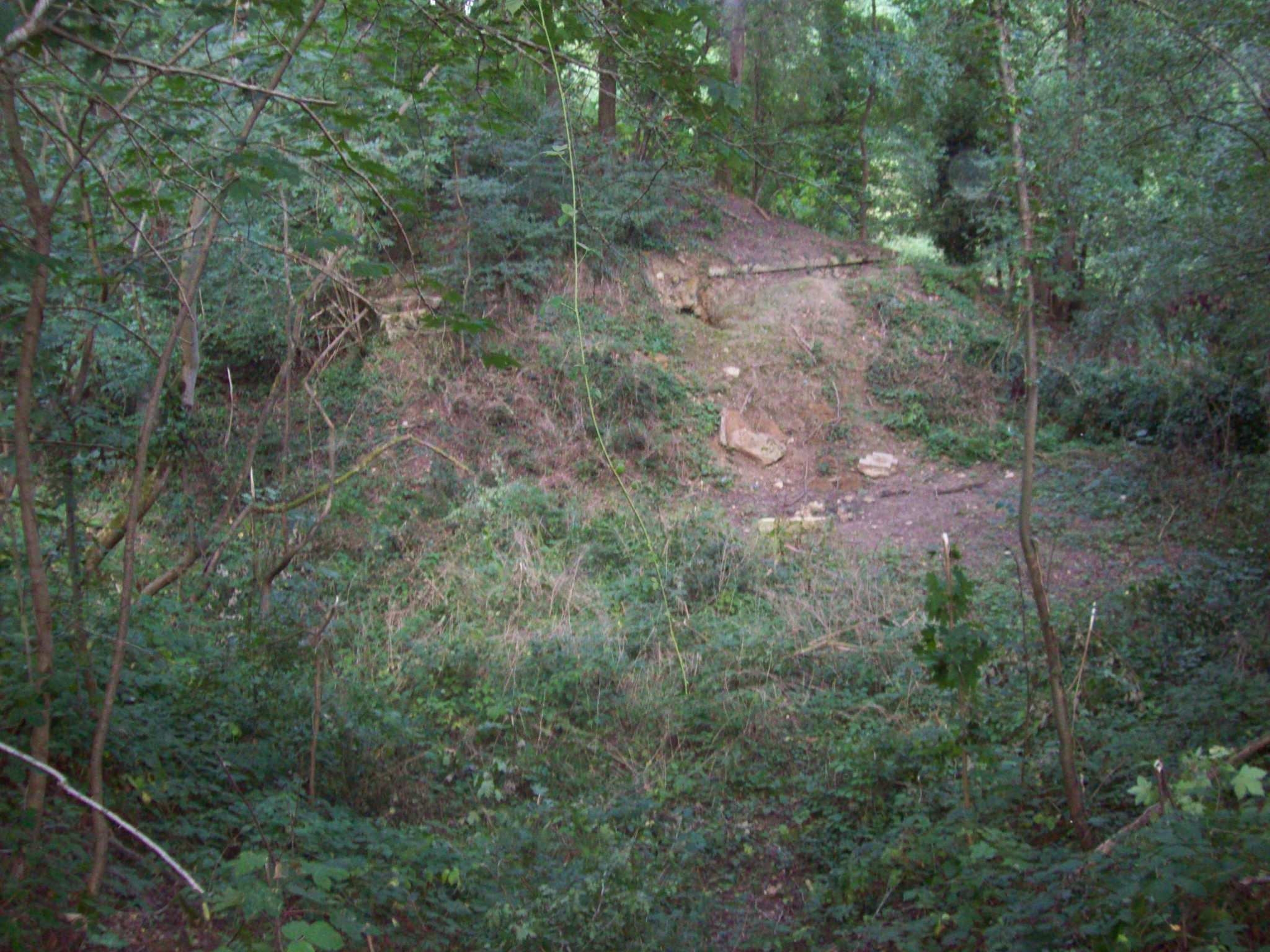
La cour du Nord-Est et une entrée merlonnée.
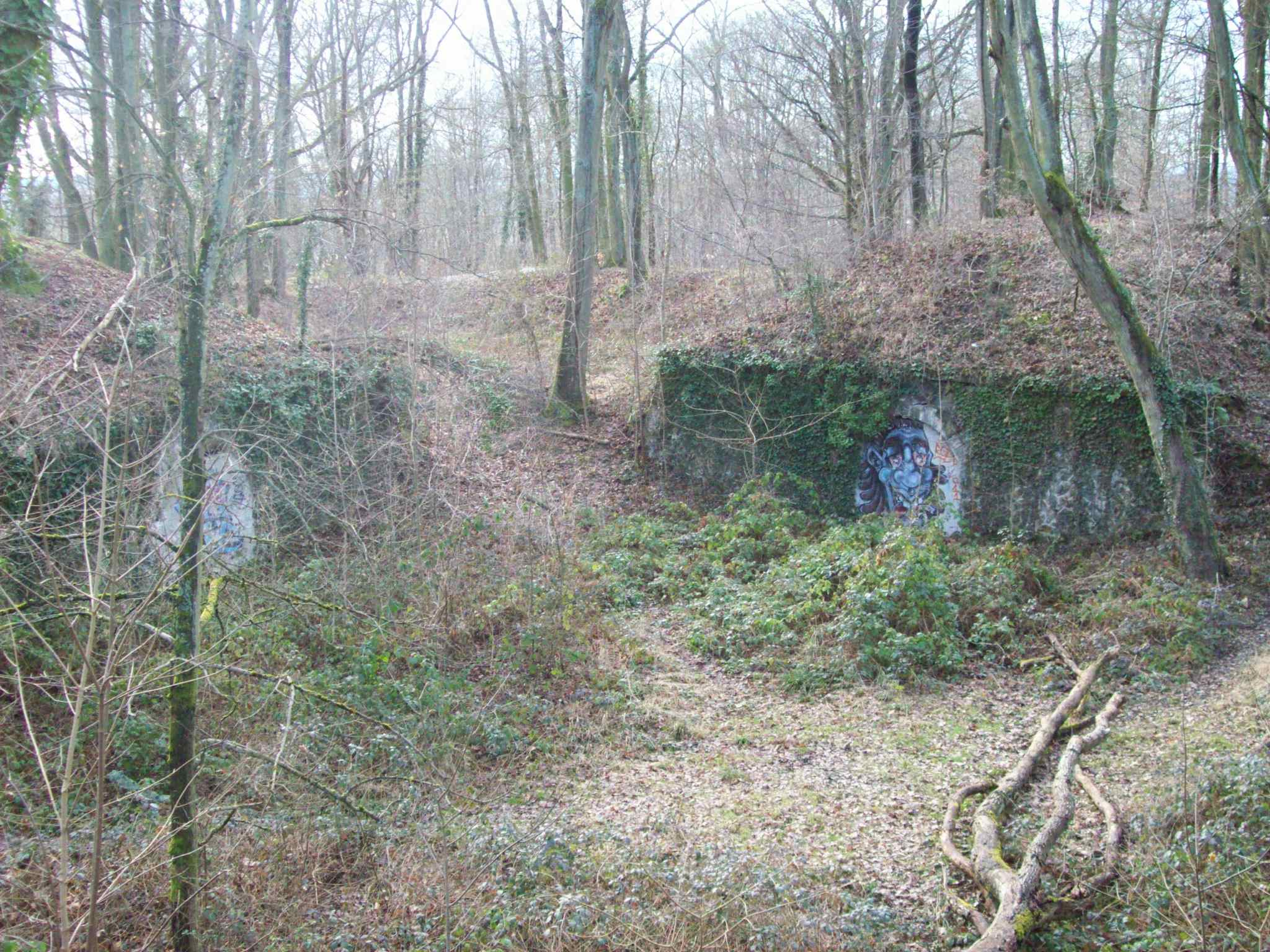
La cour du Sud-Ouest et deux entrées murées et taguées.
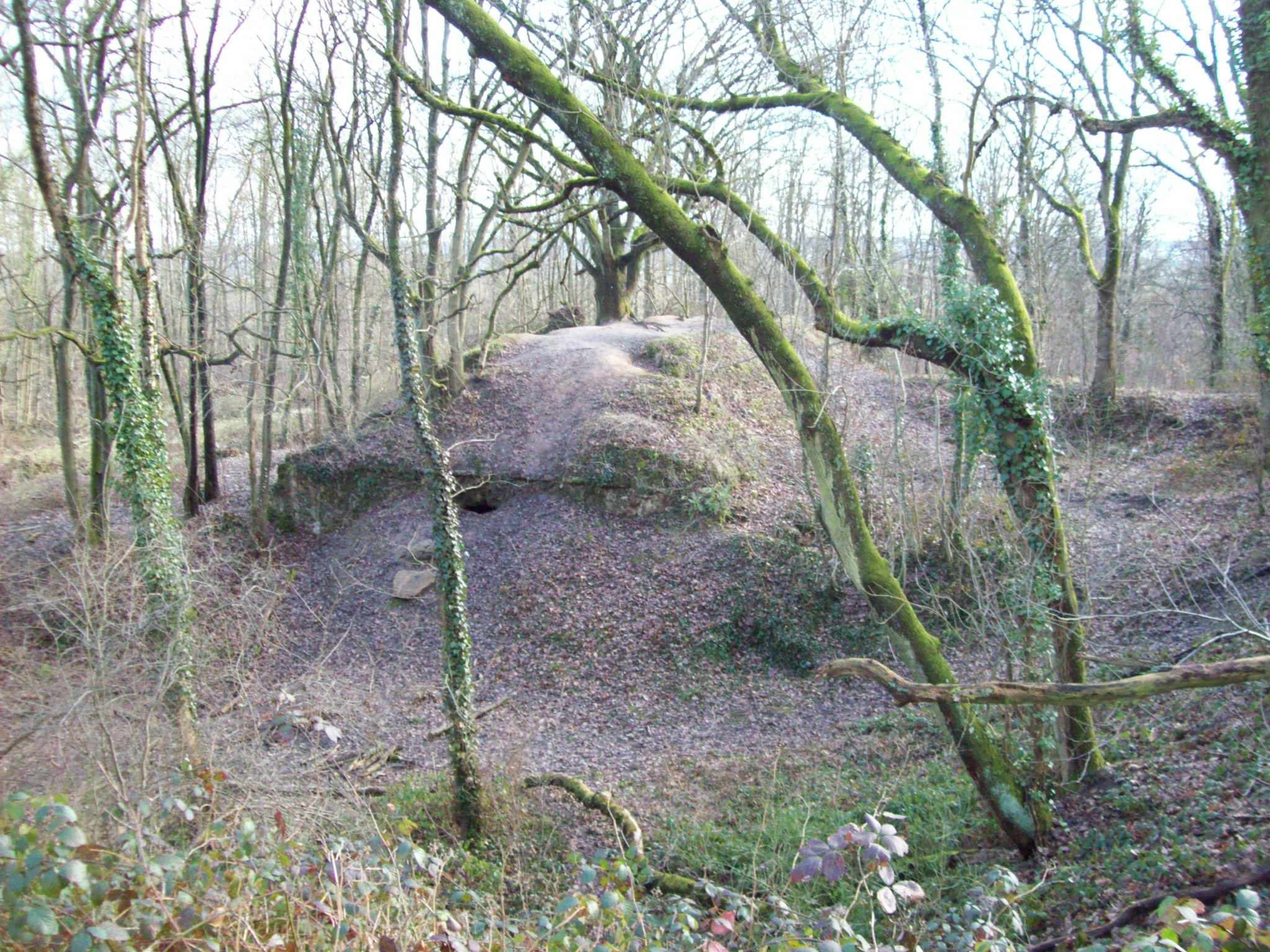
La cour du Sud-Est et une entrée merlonnée.